# Битва при Оливе
Битва при Оливе (также известна как Битва на Гданьском рейде) произошла 28 ноября 1627 года во время Польско-шведской войны (1626–1629). Это было морское сражение между флотом Речи Посполитой и шведским флотом в Данцигском заливе.

## В преддверии боя
Сильный военно-морской флот шведов все лето 1627 года блокировал Данциг, всецело господствуя на море. Осенью большинство шведских кораблей ушло в Швецию; в бухте Данцига остались только 12, из которых 6 находились в Пиллау, а остальные — блокировали Данциг под командованием вице-адмирала Нильса Гёрансона Стёрнхольда (Niels Göranson Stiernsköld). В составе его эскадры находились 5 галеонов («Tigern», «Solen», «Pelikanen», «Manem», «Enhórningen») и 1 пинасса («Papegojan»). Они должны были как можно дольше блокировать город, а затем вернуться в шведские порты. Стёрнхольд выбрал для своей эскадры лучшие корабли, но их экипажи были измотаны летней кампанией, а многие болели цингой.
Флот Речи Посполитой в течение лета находился у крепости Вехзельмюнде. В его составе имелось 10 кораблей (галеоны «Водник» («Wodnik»), «Рыцеж Сьвенты Ежи» («Rycerz Święty Jerzy»), «Лятаёнцы Елень» («Latający Jeleń»), «Круль Давид» («Król Dawid»), пинассы «Панна Водна» («Panna Wodna»), «Арка Ноэго» («Arka Noego»), «Жолты Лев» («Żółty Lew») и флейты «Чарны Крук» («Czarny Kruk»), «Бялы Лев» («Biały Lew»), «Пломень» («Płomień»), из которых только 4 галеона по вооружению и размерам были сопоставимы со шведскими кораблями. Остальные представляли собой корабли, переделанные из торговых судов. Зато на них имелось 170—175 орудий против 140 шведских, что давало количественный перевес над шведской артиллерией. Но, так как эти пушки были более легких калибров, то в целом огневая мощь сторон была примерно равна. В этой ситуации уже в середине ноября королевская корабельная комиссия Сигизмунда III Вазы приняла решение вывести корабли в море и прорвать шведскую блокаду. Это решение было продиктовано торговыми интересами Данцига, который в случае удаления шведских кораблей из своих вод мог в течение нескольких недель отправить в западноевропейские порты скопившиеся на складах товары.
Решение о выходе в море было принято 23 ноября, а его осуществление назначено на 26-е. В связи с болезней адмирала Вильгельма Аппельмана королевские комиссары передали командование флотом находящемуся в Данциге купцу и мореходу голландского происхождения капитану Аренду Дикманну (Arend Dickmann), присвоив ему звание адмирала. Свой флаг он поднял на галеоне «Рыцеж Сьвенты Ежи (1627)» («Rycerz Święty Jerzy»). Его заместителем назначили капитана галеона «Водник» («Wodnik») Германа Витте, которому перед началом битвы было присвоено звание контр-адмирала и он же был назначен командующим артиллерией флота Речи Посполитой. Следующим за ним в иерархии был капитан Якоб Мюррей на галеоне «Круль Давид» («Król Dawid»). Командовать морской пехотой флота назначался Ян Сторх (Йоган Шторх).
26 ноября в соответствии с полученным приказом корабли Речи Посполитой предприняли попытку выйти в бухту Данцига, но уже на выходе из гавани их встретил огонь шведских кораблей, под которым флагманский корабль так неудачно сманеврировал, что сел на мель. После этого корабли вернулись назад, а шведы, ободренные успехом, ушли к Гелю. На следующий день при противном ветре флот Речи Посполитой на буксире у гребных судов вышел из гавани на рейд, готовясь к боевым действиям. Шведы не подозревали об этом выходе, и весь день пробыли у Геля.

## Ход боя
28 ноября, когда ветер изменился на юго-восточный, а выход кораблей Речи Посполитой стал возможным, шведы вернулись к Данцигу, не ожидая встретить противника на рейде. В авангарде их эскадры шли флагманский корабль «Tigern» вице-адмирала Стёрнхольда и «Pelikan» под командованием его заместителя капитана Фритцема. Остальные 4 корабля («Solen», «Enhörningen», «Manem» и «Papegojan») с трудом лавировали против встречного ветра и поэтому отстали.
Заметив это, адмирал Дикманн пушечным выстрелом дал сигнал к атаке. Корабли Речи Посполитой  подняли якоря и устремились в сторону шведов, которые не ожидали такой реакции. Их корабли  вступили в бой с шведами в ордере роя двумя эскадрами по 5 кораблей. В первую из них входили галеоны «Рыцеж Сьвенты Ежи» («Rycerz Święty Jerzy») и «Лятаёнцы Елень» («Latajacy Jelen»), пинассы «Панна Водна» («Panna Wodna») и «Жолты Лев» («Żółty Lew») вместе с флейтом «Чарны Крук» («Czarny Kruk»). В соответствии с тактикой роя головным шел самый сильный из них — «Рыцеж Сьвенты Ежи» («Rycerz Święty Jerzy»), за ним пинассы; замыкал строй флейт. Во главе второй эскадры шел галеон «Водник» («Wodnik»), за ним — пинас «Арка Ноэго» («Arka Noego»), слева — галеон «Круль Давид», справа — флейт «Бялы Лев», замыкающий — флейт «Пломень». Пользуясь попутным ветром, шли наперерез курсу шведского авангарда и, сблизившись, первыми открыли артиллерийский огонь, навязывая противнику выгодные для себя условия боя.
Стёрнхольд, не ожидавший атаки, при сближении с кораблями Речи Посполитой изменил курс на северо-восточный, чтобы, идя в полветра, иметь лучшую возможность для маневрирования.
Возглавлявший эскадру Речи Посполитой «Рыцеж Сьвенты Ежи» первым вступил в бой, обстреливая шведский адмиральский корабль из носовых орудий и одновременно стремясь взять его на абордаж. «Tigern», оказавшийся под огнём, пытался ответным огнём и маневрированием избежать абордажного боя. Маневры не помогли. После недолгой перестрелки «Рыцеж Сьвенты Ежи» сумел приблизиться борт к борту с противником. На борту шведского корабля разгорелся абордажный бой, поддерживаемый с обеих сторон ружейным огнём. Во время схватки был тяжело ранен капитан «Tigerna» Стюарт и смертельно ранен вице-адмирал Стёрнхольд, что сказалось на дальнейшем ходе сражения, так как никто не управлял действиями кораблей. Тогда же на помощь своему флагману пришел пинас «Панна Водна», который атаковал шведский адмиральский корабль с кормы. По носу последнего маневрировал галеон «Лятаёнцы Елень» («Latajacy Jelen») под командованием капитана Эллерта Аппельманна, готового перехватить его в случае попытки бегства или вступить в бой со спешащими на помощь другими шведскими кораблями. Чаша победы начала крениться на сторону кораблей Речи Посполитой. В скором времени «Tigern» сдался. В последние минуты абордажа шальным ядром адмиралу Дикманну оторвало ноги, вследствие чего он умер (похоронен в Данциге).
Другая эскадра ударила по другому флагманскому кораблю «Pelikan», но тот сумел избежать абордажа. К нему пробовал приблизиться «Круль Давид», но все закончилось обменом пушечными залпами.
Удачнее действовал «Водник», который все же сумел сблизиться с галеоном «Solen» . На помощь ему поспешил и флейт «Бялы Лев», так как «Solen» был гораздо больше и лучше вооружён, чем «Водник». В сторону «Водника» с «Solen» раздались несколько залпов, в результате чего галеон получил повреждения, заставившие его командира сигнализировать о помощи командиру корабля «Круль Давид». Однако адмирал Речи Посполитой не собирался отступать. «Водник» сумел не только перенести огонь вражеского корабля, но и сам произвел два или три бортовых залпа в сторону противника. Затем, атакованный двумя противниками сразу, шведский корабль оказался в безвыходной ситуации. В бою погиб капитан «Solena» Форрат. Видя, что кораблю грозит быть захваченным, его шкипер бросился к носовой пороховой камере и поджёг порох. Огромный взрыв полыхнул на борту «Solena», который быстро затонул. Часть моряков Речи Посполитой и шведских моряков успела перескочить на атакующие корабли. От взрыва погибло 46 моряков «Solenа» и 23 моряка с «Водника» (помимо 10 погибших ранее, при обстреле). Это был последний этап битвы, так как в это время экипажи кораблей первой эскадры взяли шведский флагманский корабль «Tigern» на абордаж.
Остальные шведские корабли стали уходить с рейда Данцига, направляясь в открытое море. За ними в погоню устремились галеон «Лятаёнцы Елень», пинасы «Арка Ноэго», «Панна Водна» и «Жолты Лев» вместе с флейтами «Чарны Крук» и «Бялы Лев». Погоня длилась недолго. У Гельской косы первым отвернула «Панна Водна», сделав вдогонку шведам три выстрела. Остальные корабли приняли это за сигнал к повороту назад и тоже прекратили погоню.

## Итоги боя
Это была первая и единственная громкая морская победа флота Речи Посполитой. Шведы потеряли в нём 2 корабля и оставили акваторию; со стороны Речи Посполитой были повреждены 3 корабля — «Рыцеж Сьвенты Ежи», «Круль Давид» и «Водник».
Победа флота Речи Посполитой позволила снять блокаду Данцига, но не оказала существенного влияния на ход войны, имея больше пропагандистское значение.